# Hans Anton Williard
Hans Anton Williard (* 21. Februar 1832 in Dresden; † 13. Mai 1867 ebenda) war ein deutscher Landschafts- und Vedutenmaler, Zeichner und Lithograf.

## Leben

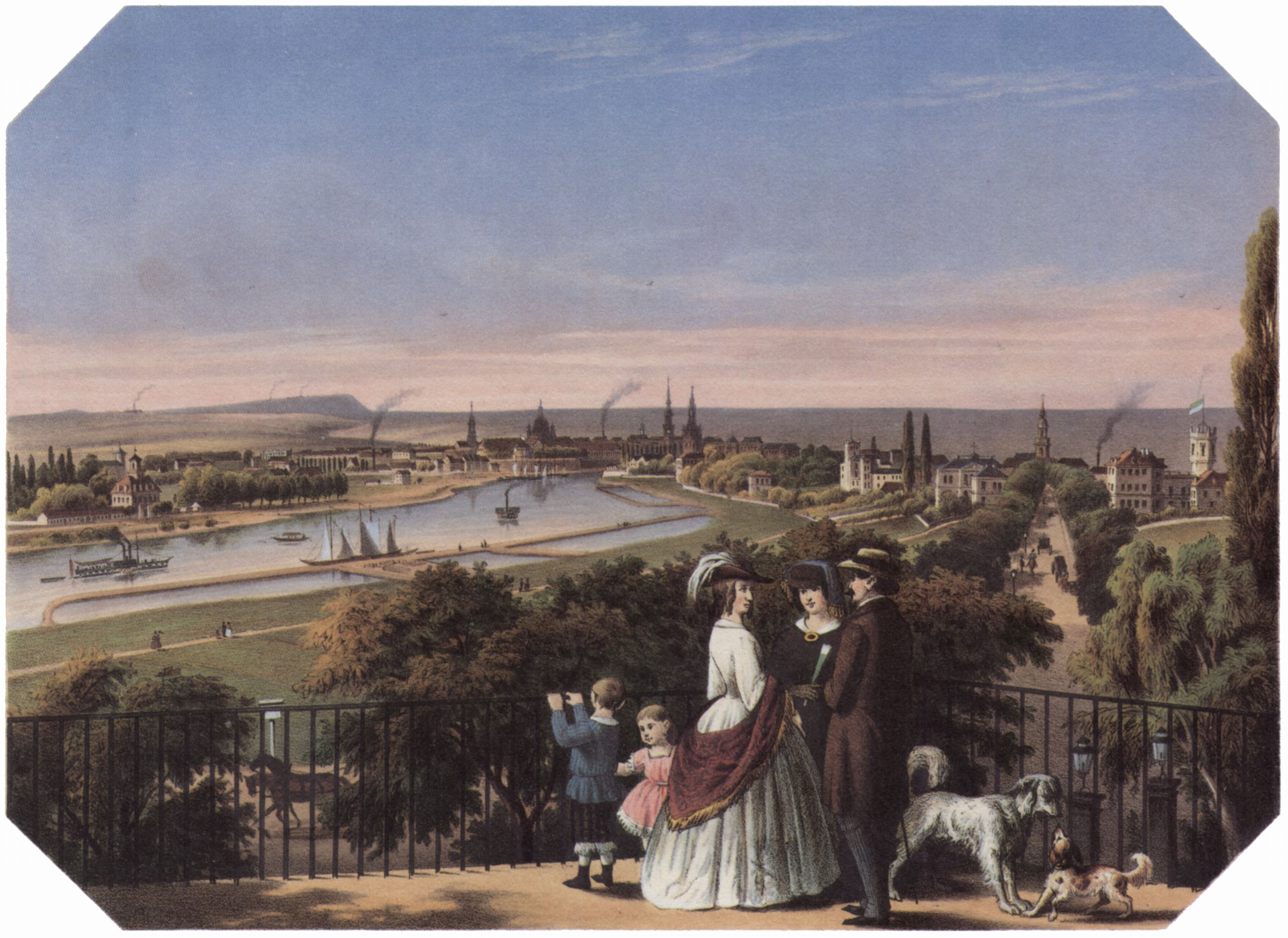
Blick auf Dresden von der Terrasse des Waldschlösschens, um 1850

Williard war Sohn und ab dem 15. Lebensjahr Schüler des Lithografen Johann Anton Williard. Das Sommerhalbjahr 1852 studierte er – häufig unterbrochen durch Berufstätigkeit – an der Kunstakademie Dresden. Von 1853 bis Ende 1864 war er als Lithograf in der Lithografischen Anstalt von J. G. Bach in Leipzig tätig. Danach ließ er sich in Dresden nieder. Im September 1860 heiratete er Elisabeth Fischer, die Schwester seines Jugendfreundes Benno Fischer.
Die Fähigkeiten zur Landschaftsmalerei erwarb sich Williard nach anfänglichen väterlichen Unterweisungen als Autodidakt. Er schuf Aquarelle und Lithografien, die ihm Ruf und Anerkennung verschafften. Studienreisen führten ihn nach Sachsen, Franken und besonders nach Thüringen, wo ihn die Wartburg in ihren Bann zog. Für den Kunstverlag von Gustav Täubert (1817–1913) in Dresden zeichnete er 1860/61 ein Album des bayerischen Hochgebirges. Damals gehörte er zu einer Malerkolonie in Hintersee.